# 桜観光タクシー
桜観光タクシー株式会社 （英: SAKURA KANKO TAXI Co.,Ltd.）は、長野県長野市に拠点を置いていたタクシー事業者である。
2000年（平成12年）からは配車業務を他2社と共同化し、愛称を「スマイルタクシー （S-mile TAXI） 」としている。

## 沿革
- 1962年（昭和37年）
  - 3月24日 - 設立。当初の本社は長野市田町。
  - 4月2日 - 営業開始。
- 1968年（昭和43年）7月31日 - 長野市北尾張部に朝陽営業所を開設。
- 1974年（昭和49年）9月18日 - 長野市北尾張部に本社を移転。朝陽営業所を本社営業所とし、旧本社を柳町営業所とする。
- 2000年（平成12年）7月14日 - 配車業務を旭タクシー（株）（現在のスマイル観光旭（株））・富士タクシー（株）と共同化。愛称を「スマイルタクシー」とする。
- 2024年（令和6年）11月20日 事業停止。長野地方裁判所より破産手続き開始決定を受ける。タクシー事業については、同業の長野観光自動車が引き継ぐ。負債6億4959万円。

## 車両一覧
- 普通車（トヨタ・クラウンコンフォート、トヨタ・クラウンスーパーデラックス、日産・セドリック営業車）：全51台
- ジャンボタクシー（トヨタ・ハイエース）：全2台
- 車椅子兼用寝台車（トヨタ・ハイエース）：全1台
- 車椅子専用車（トヨタ・シエンタ）：全1台